# Yurumein
El Yurumein es una práctica  garífuna ritual realizada anualmente por los pobladores de Livingston, Guatemala y otros asentamientos de la costa, este ritual conmemora la llegada de los caribes a la costa guatemalteca a inicios del siglo XIX.

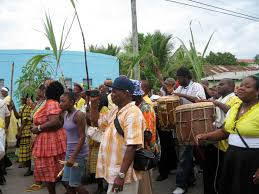
Danza garífuna

## Historia
A menudo tomamos de desapercibidos este día tan especial y solamente nos dedicamos a celebrarlo sin pensar en las razones del porque realmente lo hacemos. Esta fecha representa para los Garinagu de todo el mundo la llegada de nuestra gente a las tierras de Centroamérica: en Belice el 19 de noviembre de 1832 y en Guatemala-Livingston y Puerto Barrios el día oficial es el 26 de noviembre de 1802. 

## Celebración
El pueblo de Livingston celebra el Día del Garífuna desde la salida del sol, a las 5 de la mañana, reuniéndose en la playa en donde simulan con canoas la llegada de los primeros garífunas a Guatemala. El ritual conmemorativo incluye procesiones, tambores y palmas